# Famille de protéines
Pour les articles homonymes, voir Famille (homonymie).
Une famille de protéines est un ensemble de protéines généralement codées par une famille de gènes.
Les familles de protéines regroupent des protéines ayant des caractéristiques proches en termes de structure, de fonction enzymatique et de fonction cellulaire.
Le terme famille de protéines peut être employé pour décrire un groupe de protéines non apparentées mais partageant une fonction commune, par exemple, les protéines de choc thermique, la désignation correcte serait ici de parler de classe de protéines.